# Nienke Kleinsman
Nienke Kleinsman (24 oktober 1995) is een Nederlands langebaanschaatsster. 
In 2010 reed Kleinsman het juniorenrecord op de 1000 meter in 1:37,96 in Haaksbergen op natuurijs.
In 2018 nam Kleinsman deel aan de Nederlandse kampioenschappen schaatsen allround & sprint 2018 aan het onderdeel sprint.

## Records

### Persoonlijke records[3]
| Afstand    | Tijd    | Datum           | Baan     |
| ---------- | ------- | --------------- | -------- |
| 500 meter  | 40,05   | 15 maart 2019   | Calgary  |
| 1000 meter | 1.19,74 | 14 maart 2019   | Calgary  |
| 1500 meter | 2.04,72 | 17 maart 2019   | Calgary  |
| 3000 meter | 4.34,42 | 10 januari 2016 | Enschede |
| 5000 meter | 8.01,83 | 17 maart 2013   | Enschede |